# Gewog di Phuntenchhu
Il gewog di Phutenchhu è uno dei dodici raggruppamenti di villaggi del distretto di Tsirang, nella regione Centrale, in Bhutan.